# Puigsec (Olius)
Puigsec o Can Puigsec és una masia situada al municipi d'Olius, a la comarca catalana del Solsonès. Es troba en una zona de conreus de secà i vistes panoràmiques.